# Нед Кели
Нед Кели (1855 – 1880) е един от най-прочутите разбойници и главатар на банда крадци в Австралия през 19 век. През 1878 г., той и бандата му убиват трима полицаи и ограбват няколко банки. Кели е заловен и обесен в Мелбърн през 1880 г. Опълчването му срещу властта го превръща в народен герой.
През 1870 г. петнадесетгодишният Едуард Кели е арестуван за грабеж. Освобождават го, но непрестанно го следят. Нед е обвинен в опит за убиство на полицай. При два сблъсъка Нед убива трима полицаи. Бандата на Кели ограбва няколко банки, след което поделя плячката между роднините си. На всеки член на бандата се падат 16 000 австралийски долара. Тъй като полицията засилва търсенето, бандата изработва железни доспехи, непроницаеми за куршумите.
На 28 юни 1880 г. полицията ги обгражда. Един от бандата е застрелян, а двама са изгорени живи. Нед Кели е прострелян в краката. Арестуват го и го обесват за убийство. Последните му думи са „Такъв е животът“.